# Пакистан на Светском првенству у атлетици на отвореном 2019.
Пакистан је учествовао на 17. Светском првенству у атлетици на отвореном 2019. одржаном у Дохи од 27. септембра до 6. октобра петнаести пут. Репрезентацију Пакистана је представљао један атлетичар који се такмичио у бацању копља ,.
На овом првенству представник Пакистана није освојио медаљу али је оборио национални и лични рекорд.

## Учесници
Мушкарци:
- Аршад Надим — Бацање копља

## Резултати

### Мушкарци
| Атлетичар   | Дисциплина   | Лични рекорд | Квалификације | Квалификације | Полуфинале | Полуфинале | Финале               | Финале       | Детаљи |
| Атлетичар   | Дисциплина   | Лични рекорд | Резултат      | Место         | Резултат   | Место      | Резултат             | Место        | Детаљи |
| ----------- | ------------ | ------------ | ------------- | ------------- | ---------- | ---------- | -------------------- | ------------ | ------ |
| Аршад Надим | Бацање копља | 80,75 НР     | 81,52 НР, ЛР  | 9. у гр. 5    |            |            | Није се квалификовао | 16 / 30 (32) |        |